# Sheltered Instruction Observation Protocol
Sheltered Instruction Observation Protocol (SIOP; en California, SDAIE) es un abordaje didáctico hacia la enseñanza del idioma inglés que integra lenguaje y contenido. El término sheltered Instruction podría traducirse como "inmersión protegida". Sus objetivos son:
- Proporcionar el acceso al contenido del nivel de un curso determinado.
- Desarrollar la competencia en la segunda lengua.

SIOP o SDAIE es un estilo de enseñanza basado en la idea de promover contenido significativo sobre distintas áreas en el aula, (ciencias sociales, matemática, ciencia, etcétera). El objetivo de este abordaje es que los estudiantes alcancen una mayor competencia académica mientras adquieren fluidez en la lengua inglesa.
Este método se utiliza en la enseñanza secundaria, donde los alumnos tienen un nivel básico de la segunda lengua.
El abordaje utiliza teorías como la de Lev Vygotski (1896-1934) y la Zona de Desarrollo Próximo e incluye  en el mismo grupo de alumnos, estudiantes cuyo nivel de la segunda lengua es básico y estudiantes que son fluidos. Este planteo permite enseñar los mismos contenidos que se le imparten a un hablante nativo del idioma, a un estudiante cuyo nivel de la segunda lengua es básico, y a su vez permite que en el proceso mejore su competencia en la segunda lengua.[cita requerida]
El docente proporciona varios métodos de instrucción que permiten que los estudiantes desarrollen diversos contenidos al participar activamente en discusiones, actividades, lecturas y producciones escritas. De esta forma, el profesor puede acudir a una gran variedad de métodos de instrucción como, por ejemplo, prácticas de socialización que hacen que el acceso al contenido sea más alcanzable. La diferencia entre SIOP y ESL (aprendizaje del inglés como segunda lengua) es que SIOP no se centra únicamente en el desarrollo de la lengua  sino que también abarca diversos temas del currículum. Inicialmente, la intención de SIOP era ayudar a los estudiantes con un alto nivel en el manejo de la segunda lengua pero que tienen carencias en la lectura y la escritura.[cita requerida]

## Estrategias
Teniendo en cuenta que la base de este abordaje es proporcionar un marco al desarrollo de la lengua, existen un conjunto de instrucciones que permiten utilizar SIOP efectivamente. Un ejemplo de esto es comenzar cada clase con una actividad introductora que proporcione un panorama general de lo que los alumnos saben sobre el tema y sus habilidades en un ambiente distendido. Con esta perspectiva, los alumnos no sienten la presión de que están siendo evaluados.[cita requerida]
Es de vital importancia que el docente planifique sus clases teniendo en cuenta el contenido que desea enseñar, cómo va a implementar el desarrollo de la segunda lengua y de qué formas realizará la unión de los contenidos de clase con los conocimientos previos del estudiantado. Algunos ejemplos de estas clases son las actividades manuales y tareas grupales donde se fomenta el trabajo cooperativo.[cita requerida]
Los docentes también hacen énfasis en el desarrollo de hábitos de estudio y organización en los alumnos.[cita requerida]
Según Michael Genzuk, las estrategias de SIOP suelen incluir:
- Aumentar el tiempo de espera, ser paciente. Dar a los estudiantes tiempo para pensar y procesar la información, antes de dar las respuestas. A veces los estudiantes pueden saber la respuesta, pero necesitan tiempo para poder expresarla en inglés.
- Responder al mensaje de los estudiantes, no corregir errores. Si un estudiante sabe la respuesta y es entendible la forma en la que se expresa, no poner énfasis en los errores gramaticales. La exactitud o estructura gramatical correcta se desarrollarán con el tiempo. Lo que debe hacerse es repetir su respuesta con la estructura gramatical correcta. De esta forma el alumno tendrá un modelo de cómo se debe decir la frase pero no sentirá presión, y recibirá las correcciones de forma positiva.
- Simplificar el lenguaje al enseñar. Hablar directamente al estudiante, haciendo hincapié en los sustantivos y verbos y utilizando pocas palabras. La repetición y el hablar fuerte no ayuda, pero parafrasear y utilizar el lenguaje corporal sí ayuda.
- No forzar la producción oral. Proporcionar al estudiante la oportunidad de demostrar su conocimiento a través de gestos, dibujos, señas, etcétera. Con el tiempo, el lenguaje oral se desarrollará y emergerá.
- Demostrar y utilizar material visual. Siempre que sea posible, acompañar el mensaje educativo con gestos, fotos y objetos que ayuden a hacer el mensaje comprensible para los alumnos. Utilizar variedad de imágenes y materiales para un mismo mensaje o concepto. Cuando se introducen nuevas palabras o vocabulario, intentar ubicarlas dentro de un contexto en forma inmediata.[cita requerida]
- Integrar actividades sensoriales. Dar a los alumnos la posibilidad de tocar, oír, oler y probar. Hablar sobre las palabras que describen estos sentidos mientras el estudiante experimenta físicamente los contenidos. Al introducir nuevas palabras, escribirlas y decirlas en voz alta.
- Agrupar a los estudiantes con alumnos que sean hablantes nativos de la lengua. Buena parte de la adquisición se debe a la interacción entre pares. Al asignar tareas, diseñar aquéllas que posibiliten la interacción con cada estudiante del grupo. Implementar el aprendizaje cooperativo en una clase centrada en los alumnos y no en el docente.[cita requerida]